# 삼환기업
삼환기업 주식회사는 SM그룹 계열의 종합건설업 및 화장품 제조업체이다.

## 역사 및 현황
1946년 우성 최종환이 설립했던 삼환기업공사가 전신이며, 1952년에 주식회사로 법인 전환 후 현재의 명칭으로 변경해 1953년 6.25 전쟁 휴전 후 전후 복구사업에 발을 들여 사세 신장의 발판을 마련했고, 1960년대 후반 고도성장으로 국내 건설경기 활황에 발맞추어 서울신라호텔, 광장시장, 삼일빌딩, 국립극장, 영빈관 등 대한민국의 건축물 공사를 도맡아 하였다.
또한 1965년 대한민국 건설업계 최초로 남베트남에 진출해 해외건설사업을 시작했고, 1967년 일본 도쿄에 첫 해외지사를 세웠으며, 1968년 대한민국 건설 기업 최초로 인도네시아 건설시장을 개척했고, 1972년 국내 건설업계 최초로 사우디아라비아에 진출해 중동 건설 붐을 개막했다. 1973년에 한국증권거래소에 상장했다.
1980~90년대에도 싱가포르나 베트남, 라오스, 필리핀, 미국 등지에도 광범위하게 진출해 해외건설 사업을 더욱 확장해 나갔고, 1996년에는 대한민국 최초로 몽골 건설업에 진출한 후 2001년에는 아파트 브랜드 '나띠르빌'을 런칭하였다. 한동안 건설 중심으로 사세를 넓히다가 2008년 세계금융위기로 인해 2012년에 부도가 발생하여 2015년에 상장폐지되는 등 회사 폐업 위기에 처하다가, 2016년 SM그룹의 자회사가 되었다. 2019년 모기업이던 SM생명과학을 합병함에 따라 화장품 사업에 진출하였다.